# Comosicus
Comosicus a fost un rege și mare preot al statului dac intracarpatic, urmaș direct al lui Deceneu, probabil în perioada cuprinsă între 44 î.Hr.  - 28/29 d. Hr.. Unica referință pentru Comosicus e un pasaj într-una din scrierile istoricului roman Iordanes.

## Sursă
Iordanes se referă la Burebista ca rege al Daciei, continuând cu menționarea marelui preot Deceneu ce i-a învățat pe daci astronomie și a cărui înțelepciune era venerată. Mai apoi menționează că „după ce Deceneu a murit, (dacii) l-au avut în aproape aceeași venerație pe Comosicus, deoarece acesta nu era mai prejos în iscusință. El era socotit, datorită priceperii sale, și rege peste dânșii și mare preot, și judeca poporul ca judecător suprem. Iar când acesta a murit Coryllus [Scorilo] a urcat pe tron ca rege al goților [geților] și a domnit peste poporul său din Dacia vreme de patruzeci de ani“ (Iordanes; Getica; 73-74).

## Interpretări
"Coryllus" se crede a fi identic cu Scorilo, dar în privința lui Comosicus nu există alte izvoare. Ambiguitatea textului lui Iordanes cu privire la statutul lui Deceneu în relația cu Burebista e posibil să derive din faptul că după asasinarea lui Burebista din anul 44 î.Hr., imperiul acestuia s-a destrămat, cu excepția unui nucleu în Munții Orăștiei, celelalte părți ale fostului imperiu dacic grupându-se în varii regate. Conceptul de preot-judecător ar putea releva existența unei unități trans-tribale. 
Din moment ce Scorilo, succesorul lui Comosicus, pare să fi ajuns la putere cândva între anii 30 și 40, ascensiunea lui Comosicus imediat după moartea lui Burebista ar însemna o domnie imposibil de lungă. Alte izvoare sugerează că un alt conducător, Cotiso, reprezenta puterea dominantă în Dacia la sfârșitul secolului I î.Hr. Ioana A. Oltean susține că probabil Comosicus i-a succedat lui Cotiso în timpul campaniei lui Marcus Vinicius în Dacia (c.9 î.Hr.) și că ar fi domnit până în anul 29 d.Hr. Totodată, Comosicus e posibil să fi fost cel dintâi conducător dac ce a combinat poziția de preot cu cea de rege.